# Aldo Falzotti
Aldo Falzotti (Novara, 3 giugno 1923 – Novara, 14 dicembre 1998) è stato un calciatore italiano, di ruolo difensore.

## Carriera
In gioventù militò nello Sparta; successivamente giocò col Novara, con cui ha totalizzato 41 presenze in Serie B e , dopo la promozione nella stagione 1947-1948, 5 presenze in Serie A.

## Palmarès

### Club

#### Competizioni nazionali
- Serie B: 1

Novara: 1947-1948